# Shocking Blue (альбом)
Shocking Blue — дебютный студийный альбом голландской рок-группы Shocking Blue, выпущенный в 1967 году, на лейбле Polydor Records. В 1970 году диск был переиздан в Германии под названием Beat With Us. Это единственный альбом, записанный с участием оригинального вокалиста группы — Фреда де Вилде.

## Список композиций
Слова и музыка всех песен — Робби ван Леувен за исключением отмеченных.
| №  | Название                      | Автор                            | Длительность |
| -- | ----------------------------- | -------------------------------- | ------------ |
| 1. | «Love Is in the Air»          | Робби ван Леувен, A.M. van Driel | 2:36         |
| 2. | «Ooh Wee There's Music in Me» |                                  | 2:32         |
| 3. | «What You Gonna Do»           |                                  | 2:17         |
| 4. | «Whisky Don't Wash My Brains» |                                  | 0:58         |
| 5. | «Little Maggie»               |                                  | 2:47         |
| 6. | «Jail My Second Home»         | Робби ван Леувен, Dimitri        | 2:23         |
| 7. | «What's Wrong Bertha»         | Робби ван Леувен, Барри Хэй      | 2:24         |
| 8. | «League of Angels»            |                                  | 2:06         |

| №   | Название                                      | Автор                              | Длительность |
| --- | --------------------------------------------- | ---------------------------------- | ------------ |
| 9.  | «Rockin' Pneumonia and the Boogie Woogie Flu» | Huey "Piano" Smith, Johnny Vincent | 1:58         |
| 10. | «That's Allright»                             | Артур Крудап                       | 2:23         |
| 11. | «Crazy Drunken Man Dreams»                    | Робби ван Леувен, Барри Хэй        | 2:51         |
| 12. | «Beggarman»                                   | Робби ван Леувен, Dimitri          | 2:31         |
| 13. | «Hold Me, Hug Me, Rock Me»                    | Джин Винсент, Bill "Tex" Davis     | 2:01         |
| 14. | «Where My Baby's Gone»                        | Робби ван Леувен, Dimitri          | 5:00         |

## Участники записи
- Робби ван Леувен — гитара, бэк-вокал
- Кор ван дер Бек — ударные
- Клаше ван дер Вал — бас-гитара
- Фред де Вилде — вокал